# Peter Singer
Peter Albert David Singer [sɪŋə(r)] (ur. 6 lipca 1946 w Melbourne) – australijski etyk, profesor University Center for Human Values, Princeton University. Wykładał m.in. w Oxfordzie, Nowym Jorku, University of Colorado, University of California i Monash University.
Jako jeden z pierwszych Singer przeniósł ciężar dyskusji etycznych z rozważań teoretycznych na praktykę. W 1979 ukazała się jego książka Practical Ethics, która jest najpopularniejszym podręcznikiem etyki stosowanej w świecie anglosaskim. Opracował na gruncie filozoficznym i spopularyzował ideę wyzwolenia zwierząt, sam od lat 70. jest wegetarianinem, a jego dietę w dużej części można zaklasyfikować jako wegańską. Twierdzi, że obowiązkiem bogatych krajów rozwiniętych jest aktywne wspomaganie populacji krajów trzeciego świata. Od ponad 40 lat oddaje dużą część swojego majątku na rzecz najuboższych. Jest znany z kontrowersyjnych poglądów bioetycznych: dopuszcza  eutanazję mocno upośledzonych niemowląt zgodnie z wolą rodziców i eutanazję dobrowolną dorosłych.

## Życiorys
Rodzice Singera byli austriackimi Żydami zamieszkałymi w Wiedniu, skąd wyemigrowali do Australii w 1938. Dziadkowie po stronie ojca i matki nie zdołali uciec przed nazistowskim antysemityzmem na czas, deportowano ich do żydowskich gett w okupowanych Polsce i Czechosłowacji. Dwoje z nich wywieziono potem do okupowanej Łodzi, a następnie zagazowano w niemieckim obozie koncentracyjnym w Chełmnie nad Nerem. Jeden z dziadków zmarł z głodu w getcie w Theresienstadt. Ocalała tylko babcia ze strony matki.

## Poglądy

### Aborcja
Singer jest zwolennikiem legalizacji aborcji, także w zaawansowanej ciąży. Jako utylitarysta nie znajduje w przerwaniu ciąży krzywdy, która miałaby zostać wyrządzona płodowi, z uwagi na niski poziom samoświadomości płodu oraz innych cech etycznie istotnych.
Nie uznaje również narodzin za przyczynę istotnych zmian w statusie moralnym płodu.
W wywiadzie dla tygodnika „Der Spiegel” zaproponował wprowadzenie „okresu przejściowego”, np. czterotygodniowego, „po którym dopiero dziecko nabywałoby pełnię praw”.

### Eutanazja

#### Eutanazja dobrowolna
Singer jest zwolennikiem legalizacji eutanazji dobrowolnej, tj. dokonywanej na życzenie osoby zabijanej. Na gruncie utylitaryzmu dowodzi, że nie stosują się do niej obiekcje, które powodują, iż zabijanie osób w normalnych warunkach jest złe. Uważa, że gdy pomaga się umrzeć cierpiącej osobie, ogólny bilans dobra i zła jest dodatni. Decydujący się na eutanazję, zdaniem Singera, pozbawia się dobrowolnie swojego prawa do życia, zasada respektu dla autonomii mówi nam, by pozwolić racjonalnym podmiotom przeżyć życie zgodnie z własnymi autonomicznymi decyzjami, lub też je zakończyć.

#### Eutanazja niedobrowolna
Sprzeciwia się eutanazji niedobrowolnej, tj. zabijaniu osób, które są zdolne do wyrażenia zgody na własną śmierć, ale tego nie czynią (nieistotne czy dlatego, że nie zostały o to zapytane czy też wyraziły chęć kontynuowania życia). Za eutanazję niedobrowolną uważa tylko te sytuacje, gdy motywem zabicia jest zaoszczędzenie nieznośnych cierpień danej osobie, pozostałe przypadki klasyfikuje jako morderstwo.

#### Eutanazja adobrowolna
Trzecią grupą w jego podziale jest tzw. eutanazja adobrowolna, czyli dotycząca istot niebędących w stanie zrozumieć wyboru między życiem i śmiercią (zaliczają się do niej m.in. nieuleczalnie chore czy znacznie upośledzone niemowlęta oraz ci, którzy z racji wypadków, chorób czy starczego wieku stale utracili możliwość rozumienia kwestii, o którą chodzi, a wcześniej nie zastrzegli sobie, jak chcieliby, aby z nimi postępowano w takich okolicznościach).
Jeśli idzie o niemowlęta (również zdrowe), to Singer jest zdania, że nie stosują się tutaj argumenty, które nie pozwalają nam zabijać osób dorosłych. Sama przynależność do gatunku Homo sapiens czy hipotetyczna możliwość rozwoju nie są znaczące etycznie, liczy się stan aktualny i wyznaczniki takie jak racjonalność, samoświadomość itd. Różnica między eutanazją dziecka niepełnosprawnego i zdrowego nie leży więc w żadnym zakładanym prawie do życia, które ma to drugie, lecz w innych rozważaniach dotyczących zabijania. Dla przykładu jednym z głównych powodów, dla których normalnie jest straszną rzeczą zabić niemowlę, jest negatywny wpływ, jaki będzie to mieć na jego rodziców. W przypadku dziecka ze znacznym stopniem niepełnosprawności, zdaniem Singera, rodzice mogą żałować, że niepełnosprawne dziecko w ogóle się urodziło, co przemawia raczej za niż przeciw jego eutanazji. Jako że dziecko nie jest racjonalne ani samoświadome, istotna jest tylko, obok odczuć otoczenia, oczekiwana jakość życia niemowlęcia. Jeśli rokuje ona źle, a rodzice wyrażają taką wolę, eutanazja dziecka jest dopuszczalna.

### Etyka seksualna

#### Ogólne spojrzenie
Jako utylitarysta preferencji i konsekwencjalista, w przeciwieństwie do etyków związanych z religiami, nie zajmuje się w zasadzie etyką seksualną, uważa bowiem, że istnieje dużo istotniejszych problemów do rozwiązania.

#### Zoofilia
Singer twierdzi, że kontakty seksualne ludzi ze zwierzętami nie muszą być dla nich krzywdzące, a czasami mogą być wręcz obustronnie satysfakcjonujące. Zauważa, że wbrew obowiązującemu tabu zoofilia nie jest czymś niezwykłym i miała miejsce w historii ludzkości praktycznie od zawsze. Singer nie uważa jednak zoofilii za coś naturalnego i normalnego, twierdzi jedynie, że takie akty nie są obrazą dla statusu i godności człowieka.

### Prawa zwierząt
Rozgłos przyniosła mu książka Animal Liberation (Wyzwolenie zwierząt), w której argumentuje, iż normy moralne nie powinny odnosić się jedynie do ludzi, lecz do wszystkich istot, które zdolne są odczuwać cierpienie. Stała się ona swego rodzaju biblią wielu obrońców praw zwierząt i wegetarian. Jego zdaniem nie ma dobrych powodów pozwalających nam na używanie zwierząt do zaspokajania naszych potrzeb. Jeśliby przestać opierać się na doktrynach religijnych ustalających arbitralnie jakościową różnicę między ludźmi i innymi gatunkami oraz zapomnieć o naszych utartych nawykach i pokusić się o przemyślenie problemu zwierząt na nowo, okaże się, że nasz obecny stosunek do nich jest radykalnie błędny.

### Walka z ubóstwem
Zdaniem Singera nie ma istotnej etycznej różnicy między zabiciem a dopuszczeniem do śmierci. W konsekwencji jesteśmy odpowiedzialni za los ludzi w krajach najuboższych. Uważa on, że niedobór żywności w pewnych rejonach świata jest spowodowany jej złą dystrybucją i bardzo kosztownym pod względem zasobów procesem produkcji mięsa oraz permanentną biedą, która nie pozwala im na zakup narzędzi, nasion itp. i własną produkcję pożywienia. Każdy człowiek, który zaspokoił swoje najżywotniejsze potrzeby, powinien przekazywać przynajmniej część z pozostałych środków na walkę z ubóstwem. Nie są, jego zdaniem, przekonujące argumenty osób, które twierdzą, że w pierwszej kolejności powinniśmy dbać o nasze najbliższe otoczenie, gdyż odległość od potrzebującej osoby nie może być relewantna etycznie, poza tym takie same środki wydane w kraju bogatym w biednym rejonie o wiele bardziej zmniejszyłyby ogólną sumę cierpienia. Walczy z przekonaniem, że pomoc innym krajom powinna być domeną rządów – wskazuje na bardzo niski odsetek PKB przekazywany teraz przez kraje rozwinięte na pomoc najuboższym, uważa też, że większa ofiarność prywatnych darczyńców zmusiłaby władze do bardziej aktywnego zaangażowania się w rozwiązywanie problemu ubóstwa. Podziela wątpliwości sceptyków powątpiewających w szanse poprawy sytuacji tych krajów dzięki darowiznom, lecz jego zdaniem nie zwalnia to nas z obowiązku doraźnej pomocy.

### Refleksje metaetyczne
Obok szczegółowych kwestii zajmuje się także samym pytaniem o etykę (dlaczego powinienem postępować moralnie?). Takie pytanie można potraktować jako żądanie uzasadnienia potrzeby postępowania etycznego na gruncie etyki, co nie jest możliwe. Nie ma jednak konieczności, by interpretować je w ten sposób. „Powinienem” nie musi znaczyć „powinienem moralnie”, może być po prostu sposobem zapytania o powody czynu bez żadnego określonego punktu widzenia. Gdyby istniał bóg (bóg − jako klasa potencjalnych Bogów), znałby on sens stworzonego przez siebie świata, poznając go i akceptując moglibyśmy uznać, że znamy sens życia i że postępowanie w określony sposób do niego przybliża, a w inny oddala, co byłoby fundamentem etyki. Kiedy odrzuci się wiarę w stwórcę (Singer jest ateistą), okaże się, iż życie nie ma uniwersalnego sensu, ogólnego celu. Istnieją jednak istoty, które preferują określone stany rzeczy nad inne, życie poszczególnych osób może mieć więc sens. Poza wąską grupą psychopatów większość ludzi nie jest w stanie odnaleźć szczęścia przez zachowania czysto egoistyczne (tzw. paradoks hedonizmu), a musi w tym celu obierać sobie cele zewnętrzne i do nich dążyć. W kategoriach ewolucyjnych można powiedzieć, że szczęście funkcjonuje jako wewnętrzna nagroda za nasze osiągnięcia, jest więc zawsze produktem ubocznym zamierzenia czegoś innego. By znaleźć trwały cel w życiu, nie wystarczy wyjść poza psychopatów bez długotrwałych zobowiązań czy planów życiowych, musimy wyjść także poza bardziej rozważnych egoistów posiadających dalekosiężne plany skupione tylko na własnych interesach. Problem pojawia się jednak, gdy (co może wydawać się niemożliwe, ale przytrafia się np. niektórym bogaczom) osiągniemy wszystkie zamierzone cele. Okaże się wtedy, że nie ma już do czego dążyć, a nie sposób rozkazać sobie być po prostu szczęśliwym.
Etyka pozwala na zidentyfikowanie się z najbardziej obiektywnym z możliwych punktem widzenia, „punktem widzenia wszechświata” (Henry Sidgwick). Dostarcza ona celu i sensu w życiu, z którego się nie wyrasta (w teorii byłoby to możliwe po wypełnieniu wszystkich zadań etycznych, jest to jednak trudne do wyobrażenia).
Mimo powyższych, jak sam Singer przyznaje spekulatywnych, rozważań zauważa on, że najprawdopodobniej zawsze będziemy potrzebować sankcji prawa i społecznego nacisku, by dostarczyć dodatkowych powodów do nienaruszania standardów etycznych.

## Krytyka
Poglądy Singera są odbierane przez rozmaite grupy jako atak na ludzką godność. Np. Tomasz Terlikowski jest zdania, że Singera powinno się wyłączyć z dyskursu publicznego na tej samej zasadzie co np. negacjonistę Holokaustu, Davida Irvinga. Sam etyk broni się twierdząc, że większość krytyków nie zna jego dorobku, a swoje zdanie opiera na źródłach z drugiej ręki.

## Książki
m.in.:
- Animal Liberation, New York Review/Random House, New York, 1975.
- Practical Ethics, Cambridge University Press, Cambridge, 1979.
- Should the Baby Live? The Problem of Handicapped Infants, Oxford University Press, 1985.
- How Are We to Live? Ethics in an Age of Self-interest, Text Publishing, Melbourne, 1993.
- Rethinking Life and Death: The Collapse of Our Traditional Ethics, Text Publishing, Melbourne, 1994; St Martin's Press, New York, 1995.
- Writings on an Ethical Life, Ecco, New York, 2000.
- One World: Ethics of Globalization, 2002.
- The President of Good and Evil: The Ethics of George W. Bush, Dutton, New York, 2004.
- The Life You Can Save, Random House, New York, 2009.
- The Point of View of the Universe: Sidgwick and Contemporary Ethics, OUP, Oxford, 2014 (współautor Katarzyna de Lazari-Radek).
- The Most Good You Can Do, Text Publishing, Melbourne, 2015.

w języku polskim ukazały się:
- Dzieci z próbówki. Etyka i praktyka sztucznej prokreacji (współautor Deane Wells), przeł. Zygmunt Nierada, Wiedza Powszechna, Warszawa 1988, ISBN 83-214-0655-6, ss. 263.
- Hegel, przeł. Michał Urbański, Warszawa 1996.
- O życiu i śmierci. Upadek etyki tradycyjnej, przeł. Anna Alichniewicz, Anna Szczęsna, Państwowy Instytut Wydawniczy, Warszawa 1997.
- Przewodnik po etyce (red.), Książka i Wiedza, Warszawa 1998, ISBN 83-05-12927-6, ss. 598.
- Etyka praktyczna, przeł. Agata Sagan, Książka i Wiedza, Warszawa 2003, ISBN 83-05-13319-2, ss.351.
- Wyzwolenie zwierząt, przeł. Anna Alichniewicz, Anna Szczęsna, Państwowy Instytut Wydawniczy, Warszawa 2004
- Jeden świat. Etyka globalizacji, przeł. Cezary Cieśliński, Książka i Wiedza, Warszawa 2006.
- Życie, które możesz ocalić, przeł. Elżbieta de Lazari, Czarna Owca, Warszawa 2011.
- Etyka a to, co jemy, przeł. Elżbieta de Lazari, Czarna Owca, Warszawa 2012.
- Ponad czasem. Mój dziad i tragedia żydowskiego Wiednia, przeł. Elżbieta de Lazari, Sedno, Warszawa 2017, ISBN 978-83-7963-040-0